# Ctenomys sociabilis
Ctenomys sociabilis је врста глодара (Rodentia) из породице туко-тукоа (Ctenomyidae).

## Распрострањење
Ареал врсте је ограничен на једну државу. Аргентина је једино познато природно станиште врсте.

## Станиште
Станиште врсте је травна вегетација.

## Угроженост
Ова врста је крајње угрожена и у великој опасности од изумирања.